# Gliese 1002 b
葛利斯1002b是一顆可能適居的系外行星，距離地球15.8光年，位於鯨魚座。它是離地球最近的潛在適居行星之一，這顆行星的地球相似指數(ESI)為 86%，位於其母星的適居帶內 。葛利斯1002b的估計最小質量為1.08M🜨，半徑為1.03R⊕，公轉周期為10.35天，表面溫度為 262K。
它的母恆星GJ1002是一顆安靜的紅矮星,據信不會產生可能危害大氣層的耀斑。